# Vênus de Brassempouy
Vênus de Brassempouy (ou Vénus de Brassempouy), Dama de Brassempouy ou também Busto de Brassempouy é uma miniatura em forma de busto feminino, esculpida em marfim de mamute durante o Pleistoceno, cerca de 29.000 a 27.000 anos AP.
Vênus de Brassempouy foi encontrada em 1894 na Grotte du Pape, localizada perto de Brassempouy, em Landes, no sul da França — daí seu nome.
Apesar de se tratar de um busto, propriamente dito, ela geralmente é classificada como uma (mini) estátua de Vênus.
Ela também é um dos exemplares mais antigos de artefatos pré-históricos contendo uma representação da face humana. Estátuas daquele período, geralmente, não apresentavam qualquer definição facial.